# Kosel (Severní Makedonie)
Kosel (makedonsky: Косел) je vesnice v Severní Makedonii. Nachází se v opštině Ochrid v Jihozápadním regionu.
Vesnice je známá především díky vyhaslému vulkánu Duvalo, díky níž se ve vesnici a jejím okolí neustále vyskytuje sirný zápach.

## Demografie
Podle sčítání lidu z roku 2002 žije ve vesnici 586 obyvatel. Etnickými skupinami jsou:
- Makedonci – 576
- Srbové – 6
- ostatní – 4

| Rok            | 1900 | 1905 | 1948 | 1953 | 1961 | 1971 | 1981 | 1991 | 1994 | 2002 |
| -------------- | ---- | ---- | ---- | ---- | ---- | ---- | ---- | ---- | ---- | ---- |
| Počet obyvatel | 330  | 560  | 615  | 657  | 794  | 798  | 834  | 716  | 657  | 586  |

## Kulturní a přírodní památky

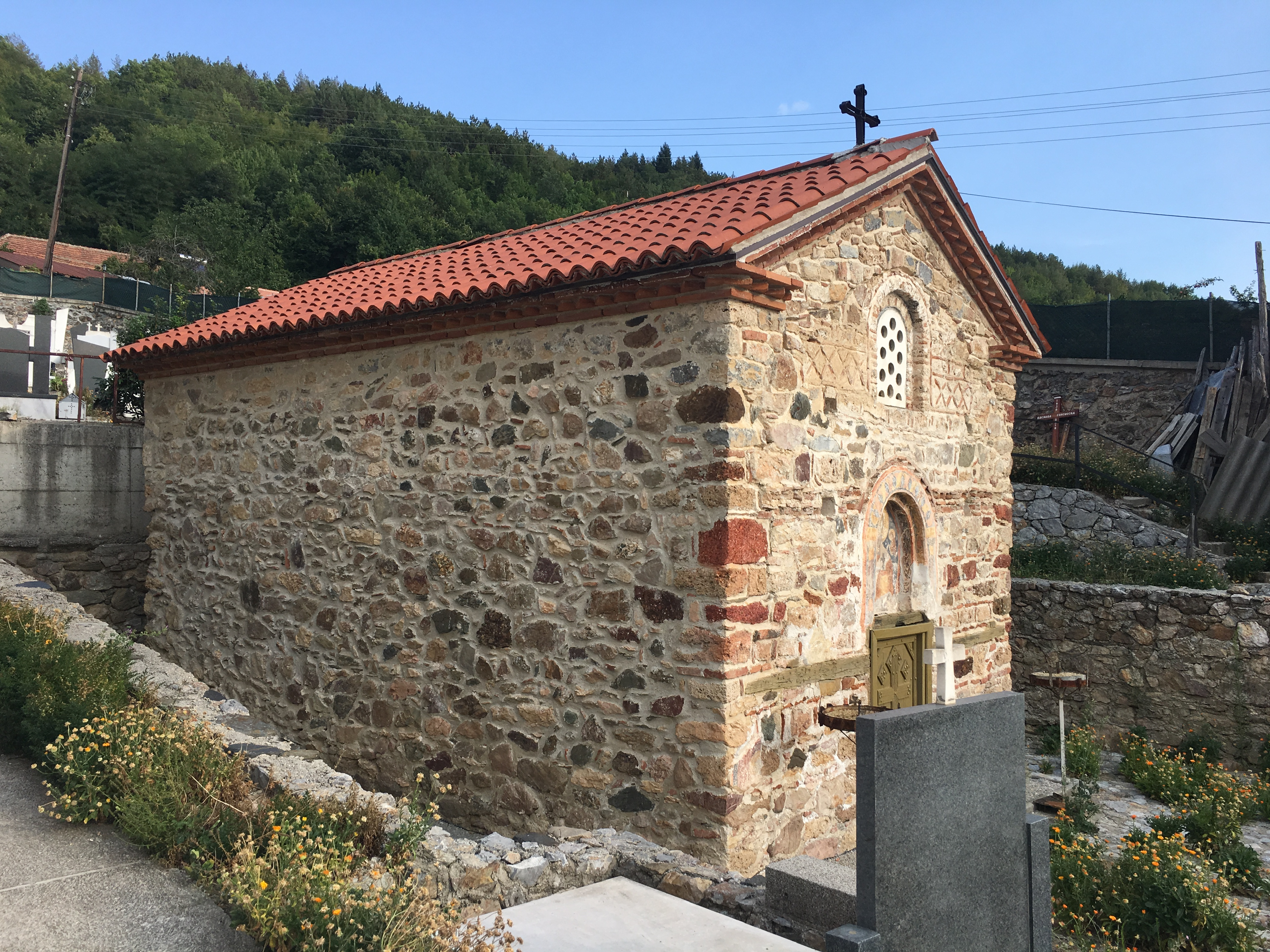
Kostel Sveti Nikola ve vesnici

#### Archeologická naleziště
- Gorna Gorica – středověká pohřebiště
- Gradište – hradiště z doby bronzové
- Sv. Ilija – středověký kostel a pohřebiště
- Sv. Jovan – středověký kostel a pohřebiště
- Sved Selo – pohřebiště z helénistického období
- Crkvata – středověké pohřebiště

#### Kostely[2]
- Kostel Sveti Nikola – hlavní vesnický kostel, skládá se ze dvou budov (staré a nové)
- Kostel Sveti Ilija – klášterní kostel
- Kostel Sveti Nedela – kostel postavený na výjezdu z vesnice na silnici spojující Ochrid a Resen
- Kostel Sveti Petar i Pavel – vesnický kostel

#### Kaple
- Kaple Sveti Jovan Krstitel

Vulkán – Duvalo, vyhaslý vulkán
Řeka – Koselska Reka